# Ninoziphius platyrostris
Il ninozifio (Ninoziphius platyrostris) è un cetaceo estinto, appartenente agli zifiidi. Visse nel Pliocene inferiore (circa 5-4 milioni di anni fa) e i suoi resti fossili sono stati ritrovati in Perù.

## Descrizione
Questo animale doveva essere simile alle attuali "balene dal becco", o zifiidi. Era dotato di un lungo rostro appiattito (da qui l'epiteto specifico, platyrostris), e la bocca era dotata di piccoli denti aguzzi di dimensioni identiche fra loro. Solo nella parte anteriore della mandibola erano presenti denti incisiviformi di dimensioni maggiori, anche se non grandi come quelli degli zifiidi attuali. Si suppone che Ninoziphius fosse lungo almeno 4 metri.

## Classificazione
Ninoziphius è considerato un rappresentante arcaico degli zifiidi, le cosiddette "balene dal becco" attualmente ancora presenti negli oceani. Ninoziphius platyrostris venne descritto per la prima volta nel 1983, sulla base di resti fossili ritrovati in terreni del Pliocene inferiore in Perù, nella famosa formazione Pisco. Altri zifiidi arcaici rinvenuti in questa formazione sono Messapicetus e Nazcacetus.

## Paleoecologia
Le caratteristiche craniche indicano che Ninoziphius era meno specializzato degli attuali zifiidi per la suzione, e sembra inoltre che fosse anche meno adattato a vivere nelle profondità marine. È probabile che sia Messapicetus che Ninoziphius vivessero nei pressi della costa, dove si cibavano di piccoli pesci. L'usura dentaria indica che Ninoziphius si nutriva nei pressi del basso fondale marino.